# Giuseppe Gheda
Giuseppe Gheda (Brescia, 3 febbraio 1925 – Lumezzane, 19 aprile 1945) è stato un partigiano italiano.

## Biografia
Nato in un quartiere operaio di Brescia, egli stesso apprendista operaio alla OM all'età di 14 anni, dal momento dell'entrata in guerra dell'Italia (giugno 1940) si trovò calato nella produzione bellica cui la nota fabbrica di autocarri era stata convertita, e al contempo nelle discussioni politiche ora più esplicite dei compagni anziani di idee antifasciste.
Dopo l'occupazione tedesca del settembre 1943 e la formazione del governo collaborazionista "di Salò" (la Repubblica sociale italiana), Gheda decise di abbandonare la fabbrica e di salire in montagna unendosi al primo gruppo esistente di Fiamme Verdi capeggiato dal colonnello Ferruccio Lorenzini. Insieme al comandante e ad altri diciassette partigiani venne catturato l'8 dicembre 1943 a Pratolungo di Terzano, in Val Camonica, al termine di un sanguinoso rastrellamento operato dalle Brigate nere. Al processo scampò alla fucilazione o all'internamento in Germania solo grazie a fortunose circostanze. Condannato a vent'anni di reclusione e rinchiuso nel carcere bresciano dal gennaio 1944, vi conobbe Leonardo Speziale, il dirigente del Partito comunista clandestino che lo formò politicamente e col quale organizzò la riuscita evasione del 13 luglio 1944.
Fu a partire da questa data che Gheda , col nome di battaglia "Bruno", e Speziale con quello di "Arturo", saliti in Val Trompia iniziarono a organizzare la Brigata Garibaldi che si sarebbe poi denominata 122ª, riconosciuta ufficialmente il 4 ottobre 1944: il primo in qualità di comandante, il secondo come commissario politico. Dopo l'assunzione del comando da parte del più esperto Giuseppe Verginella, Gheda a capo di un distaccamento fu ferito il 28 ottobre 1944 a Botticino nel corso di un rastrellamento che segnò l'inizio delle dure prove cui la 122ª Brigata Garibaldi fu sottoposta nell'autunno-inverno.
Sceso in un paese della Bassa bresciana per nascondersi e potersi curare, risalì in Val Trompia a fine febbraio 1945 senza più trovare Verginella, nel frattempo catturato e trucidato dai reparti fascisti. Il 19 aprile, nel corso del tentativo di sganciamento da un ennesimo rastrellamento a nord di Lumezzane, alle pendici del Sonclino venne colpito a morte da una raffica nemica.